# Micromosaico
Il micromosaico - chiamato anche mosaico minuto o mosaico in miniatura o mosaico filato - è una tecnica di produzione del mosaico, presentata per la prima volta a Roma nell'Anno Santo 1775, nella bottega del mosaicista Giacomo Raffaelli. Questa tecnica raggiunge il suo apice a metà del XIX secolo. Ancora oggi sono in produzione micromosaici.

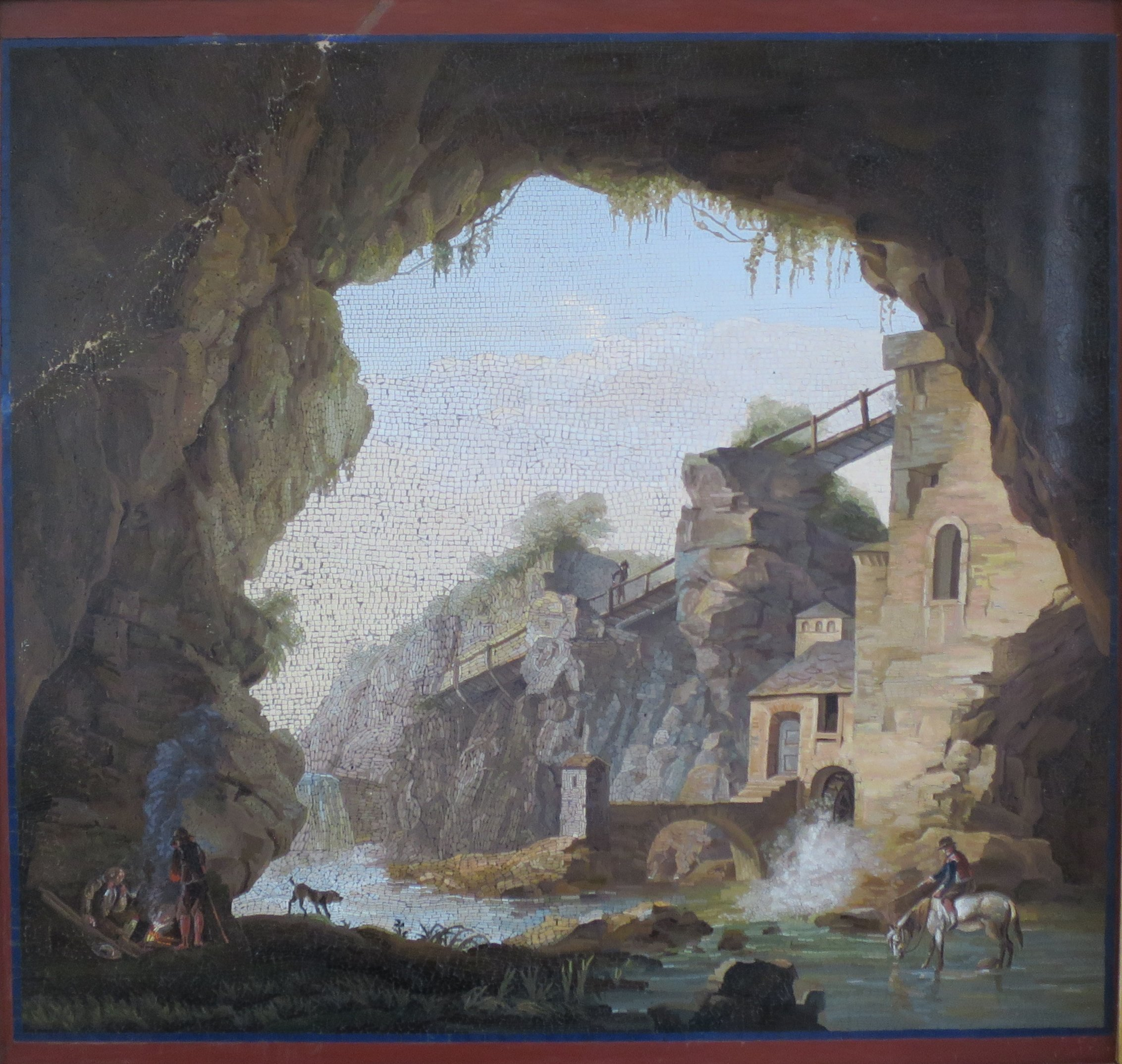
Grotta a Tivoli, micromosaico romano, 54,2x49,5 cm, 1817, Hermitage

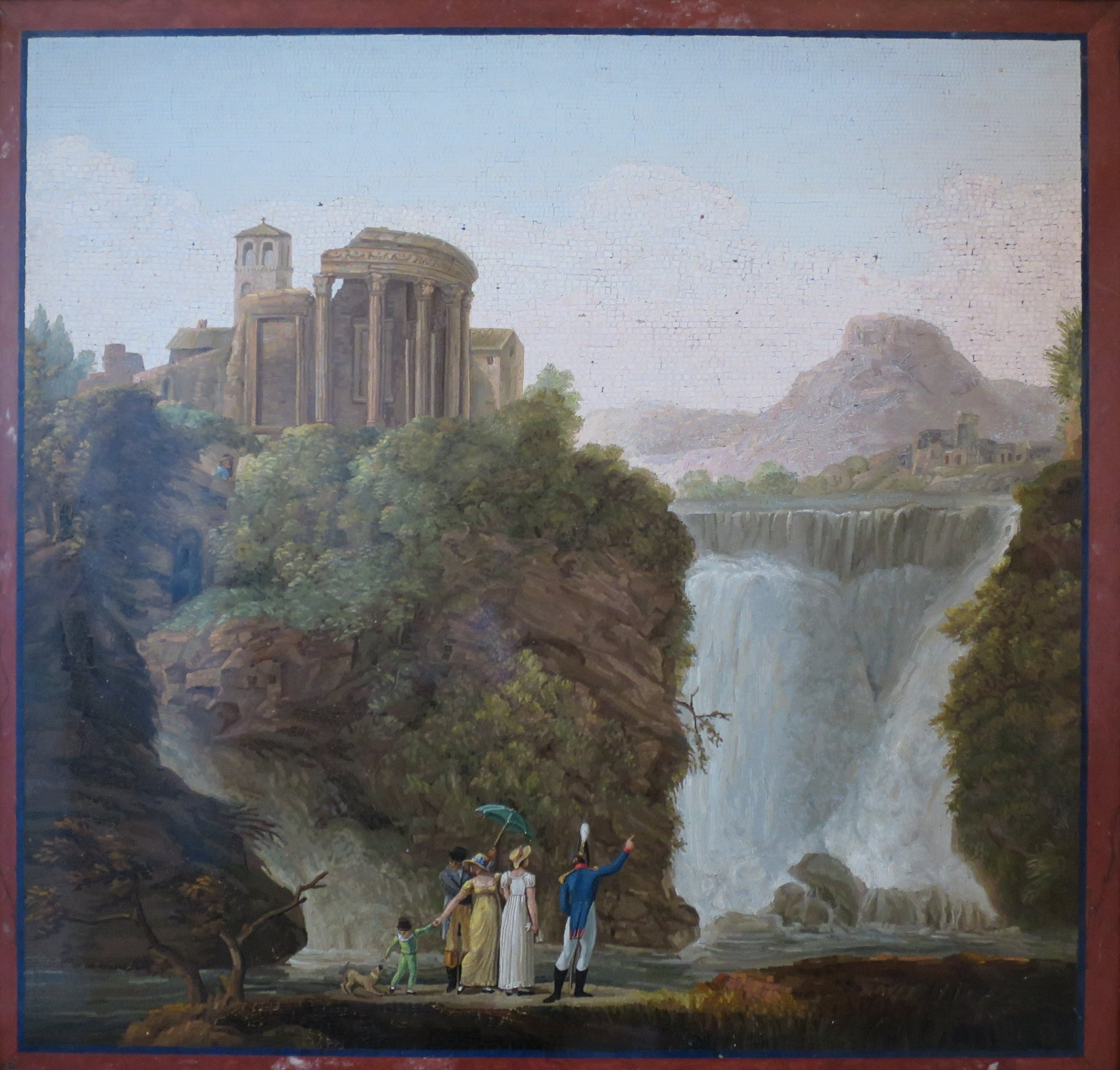
Tempio della Sibilla a Tivoli e cascata, micromosaico romano, 1817, Hermitage

## Storia e descrizione
La nuova tecnica del micromosaico ha origine all'interno dello Studio Vaticano del Mosaico, della veneranda Fabbrica di San Pietro, un cantiere dove si formano i mosaicisti che decorano o restaurano gli interni della basilica di San Pietro con smalti vitrei colorati, tagliati in forma quadrata e fissati con mastice: il mosaico è una immagine da guardare da lontano, composta da un materiale non deperibile e meno soggetto della pittura al degrado, per infiltrazioni di umidità e per impurità nell'ambiente.

### Dal mosaico almicromosaico
L'arte millenaria del mosaico, fortemente coloristica e decorativa, ha avuto uno straordinario sviluppo dall'età romanico-bizantina al XIII secolo, per poi cedere gradatamente il passo all'affresco.
L'innovativa tecnica del micromosaico è stata possibile grazie alla produzione di tessere minute e di forme diverse, adatte alla composizione di manufatti di ridotta dimensione e da vedere a distanza ravvicinata, come soprammobili, gioielli, pettini decorati, parures in astuccio, tabacchiere, cofanetti, fermacarte, calamai, bottoni, scatoline, piani di tavolini, frontali di caminetti e di stipi.
Il micromosaico sostituiva i tradizionali intarsi in legno, in avorio, in pietre dure. Entrato nel fiorente commercio romano del souvenir, il micromosaico incantò gli stranieri, in visita in Italia per il Grand Tour e attirò i collezionisti più esigenti. Del mosaico conservava la semplificazione del disegno e il forte contrasto dei colori - ottenuto con l'utilizzo di micro tessere di smalto vitreo - e il gusto per la decorazione. Grazie alla rivalutazione delle arti meccaniche, rispetto alle arti liberali, nel settecento inoltrato viene superata la differenza tra arte e artigianato e rivalutato quindi anche il mestiere di mosaicista, che da quel momento in poi è considerato un artista.
Intorno al 1730 il fornaciaro Alessio Mattioli fondeva smalti opachi - quindi impermeabili alla luce - in una vasta gamma di colori, attraverso vari processi di rifusione della pasta vitrea e riuscendo a non alterarne la tinta. Le sue tecniche furono riprese e perfezionate dal mosaicista Giacomo Raffaelli, discendente da una famiglia di fornaciari, cui si attribuisce l'invenzione del micromosaico, con l'aiuto del mosaicista Cesare Aguatti. Egli rifondeva gli smalti, conservandone la tinta e rendendoli filabili quando erano ancora incandescenti.

### Tessere, mastice, supporto
Lo smalto è realizzato mediante fusione a 800-900 °C di una opportuna miscela di vetro, colorato con ossidi metallici nelle tinte madri o primarie giallo, rosso e blu: dalla combinazione di questi colori si possono creare paste vitree di diverso colore. L'impasto viene poi filato in bacchette di sezione inferiore al millimetro e tagliato (con pinzette e con lime) in frammenti quadrangolari di diversa dimensione e anche in formati tondi o irregolari. Quando lo smalto è ancora caldo e quindi parzialmente malleabile, si possono creare tessere lievemente arcuate. Si arriva a realizzate tessere di un decimo di mm. Al contrario, le tessere del mosaico tradizionale sono elementi quadrangolari della superficie di circa 1 cm quadrato e ricavati, con gli strumenti classici tagliolo e martellina, da pizze di materiale vitreo, schiacciato ancor caldo tra due piani metallici lisci.
Le micro tessere sono poi accostate in file parallele e fissate assieme - grazie a un mastice all'olio - su una superficie di rame, di vetro opaco o di pietra, ma anche su ebano, tartaruga, marmo antico, vetro opalino o pietra dura. Il mastice all'olio secca lentamente e resta plastico per qualche giorno: sono quindi possibili correzioni e sostituzioni di tessere. Chiamato anche stucco romano, il mastice è una miscela di calce spenta, di polvere di travertino e di olio di lino.
Il supporto del micromosaico è una placca con bordo, dentro cui è spalmato il mastice. Per micromosaici destinati alla gioielleria, si usa una placca di vetro opalino con bordo smussato, per poter facilmente procedere alla incastonatura. Il marmo nero del Belgio, il porfido, il commesso fiorentino servono come supporto per micromosaici di maggiore grandezza, come ripiani di tavolini tondi e quadretti da incorniciare. Per rifinire il micromosaico vi si spalma sopra uno strato di cera e poi si leviga più volte, con smeriglio sempre più fino. Penetrando nelle fessure del micromosaico, la cera ne uniforma e lucida la superficie.
Soggetti tipici del micromosaico sono le rovine romane, Tivoli, via Appia, San Pietro e il Colosseo, scene mitologiche e religiose, riproduzioni di antichi mosaici tra cui quelli Capitolini, paesaggi fiori e animali, scene di genere, anche ricavate da incisioni di Bartolomeo Pinelli, perfino scene tratte dalla Divina Commedia e da I Promessi Sposi.
Fonte di ispirazione sono stati i due tomi con vedute di antichità, incise da Domenico Pronti. A metà dell'Ottocento, a Roma, centro di produzione del mosaico minuto, decine di botteghe che vendono micromosaici si concentrano tra via Condotti, piazza di Spagna e via del Babuino. A fine ottocento micromosaici si producono anche a Murano.
Una diversa scuola di micromosaicisti, a metà dell'Ottocento intraprende la strada di un ritorno alla tradizione delle tessere quadrate, ma minuscole e tutte di identica dimensione: si utilizzano per realizzare piccole vedute, con ruderi e paesaggi romani, utilizzando anche la tecnica del malmischiato che permette di ottenere colori diversi sulla stessa filatura di smalto.
Alla fine dell'Ottocento inizia la decadenza e, per velocizzarne l'esecuzione, si compongono micromosaici con tessere di grandezza maggiore, intervallate da spazi riempiti di cera colorata. L'uso di tessere circolari dà un curioso effetto divisionistico: invece di camuffarsi in pennellata, ogni tessera mostra apertamente la sua struttura.

### Musei e collezioni
Oltre alle preziose raccolte del Museo Napoleonico, dei Musei Vaticani, dell'Hermitage e del Los Angeles County Museum of Art, a Roma ci sono due importanti collezioni di miscromosaici: la collezione dell'azienda "Savelli Arte & Tradizione", produttrice e venditrice di articoli religiosi, che possiede circa 200 pezzi antichi di qualità elevata, in particolare quadretti a micromosaico con vedute romane, e la collezione "Castellani", ora al Museo nazionale etrusco di Villa Giulia. Fortunato Pio Castellani (1794-1865), orafo specializzato nella riproduzione del gioiello antico romano, ricostruì la tecnica della granulazione (microsfere d'oro, saldate con un liquido chiamato crisocolla, a base di verderame e di malachite) e la filigrana. Gioielli da lui eseguiti, con montature in oro di micromoscaici con disegno derivato da mosaici romani, o ravennati o di Costantinopoli, sono riconoscibili per l'uso di queste tecniche orafe. La ditta dei "Fratelli Traversari", nata a fine ottocento, realizza ancora oggi gioielli con micromosaici, montati su ottone o su argento ed è considerata erede della tradizione del micromosaico romano. La tendenza va verso un ingrandimento delle tessere.
In Vaticano, nel Braccio di Carlo Magno, nel 1986 è stata organizzata una mostra di micromosaici.

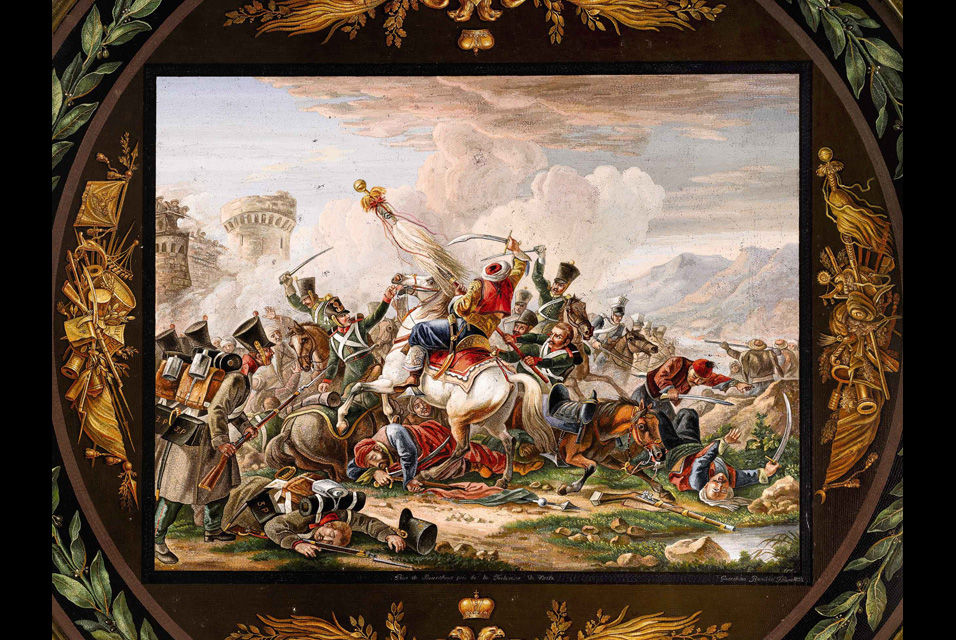
Gioacchino Barberi - ripiano di tavolino con micromosaico da un dipinto di Alexander Orlovski, 1830-1833

### Micromosaicisti
- Cesare Aguatti, pioniere del micromosaico, nel 1774 realizza il Tempio della Sibilla a Tivoli.
- Giacomo Raffaelli più volte ha realizzato le Colombe di Plinio, nome ispirato alla descrizione di Plinio il Vecchio di un mosaico eseguito da Soso nel II sec. a.C., una copia del quale fu scoperta dal prelato e più tardi cardinale Giuseppe Alessandro Furietti, nel 1736, a Villa Adriana a Tivoli. Un esemplare è al Museo Napoleonico. Il suo Cofanetto con farfalla, del 1787, è ai Musei Vaticani (Sale di S. Pio V). Suo figlio e collaboratore Vincenzo Raffaelli ne ha ereditato lo stile e la bottega.
- Antonio Aguatti ha inventato lo smalto malmischiato, che permette di avere colori diversi sulla stessa bacchetta di vetro filato. Una sua parure in mosaico minuto, montata in oro, rappresentante figure di genere, databile 1805-1815 e appartenuta a Carolina Bonaparte è al Museo Napoleonico.
- Nicola de Vecchis, firma una tabacchiera con Gruppo di anatre, su tartaruga e con cornice in oro.
- Clemente Ciuli, realizza una tabacchiera con Tacchino che fa la ruota con sfondo di paesaggio, su placca in rame dorato.
- Liborio Salandri è attivo a Venezia. Di lui si conoscono il Carro di Apollo, del 1805, e la placchetta con Danza di Satiro con capra, entrambe ai Musei Vaticani.
- Vincenzo Moglia,
- Luigi Moglia realizza Cane spaniel accucciato in ambiente campestre, 1820-1840.
- Gioacchino Barbieri (1783-1857).
- Michelangelo Barberi, allievo di Cesare Aguatti, è il micromosaicista più famoso, insieme a Giacomo Raffaeli. Realizza il tavolino con Trionfo d'amore, acquistato dallo zar Nicola I. Protetto dalla principessa Volkonskj, più volte è chiamato dallo zar a San Pietroburgo. Perfeziona la filatura della pasta vitrea, realizzando smalti molto luminosi, grazie alla modifica di una lampada, azionata da un mantice, che gli orefici utilizzano per saldare: inventa così le tinte di soffio. Replica la sua tavola Il bel cielo d'Italia per l'Esposizione Universale di Londra del 1851. Il suo tavolo Ventiquattro ore a Roma è all'Hermitage.[6]
- Guglielmo Chibel.
- Luigi Chiasserotti firma un fermacarte con Veduta di Castel Sant'Angelo e San Pietro (Musei Vaticani, Sale di S. Pio V). La sua produzione, fine ottocento, risente dello stile dell'impressionismo.

## Galleria d'immagini

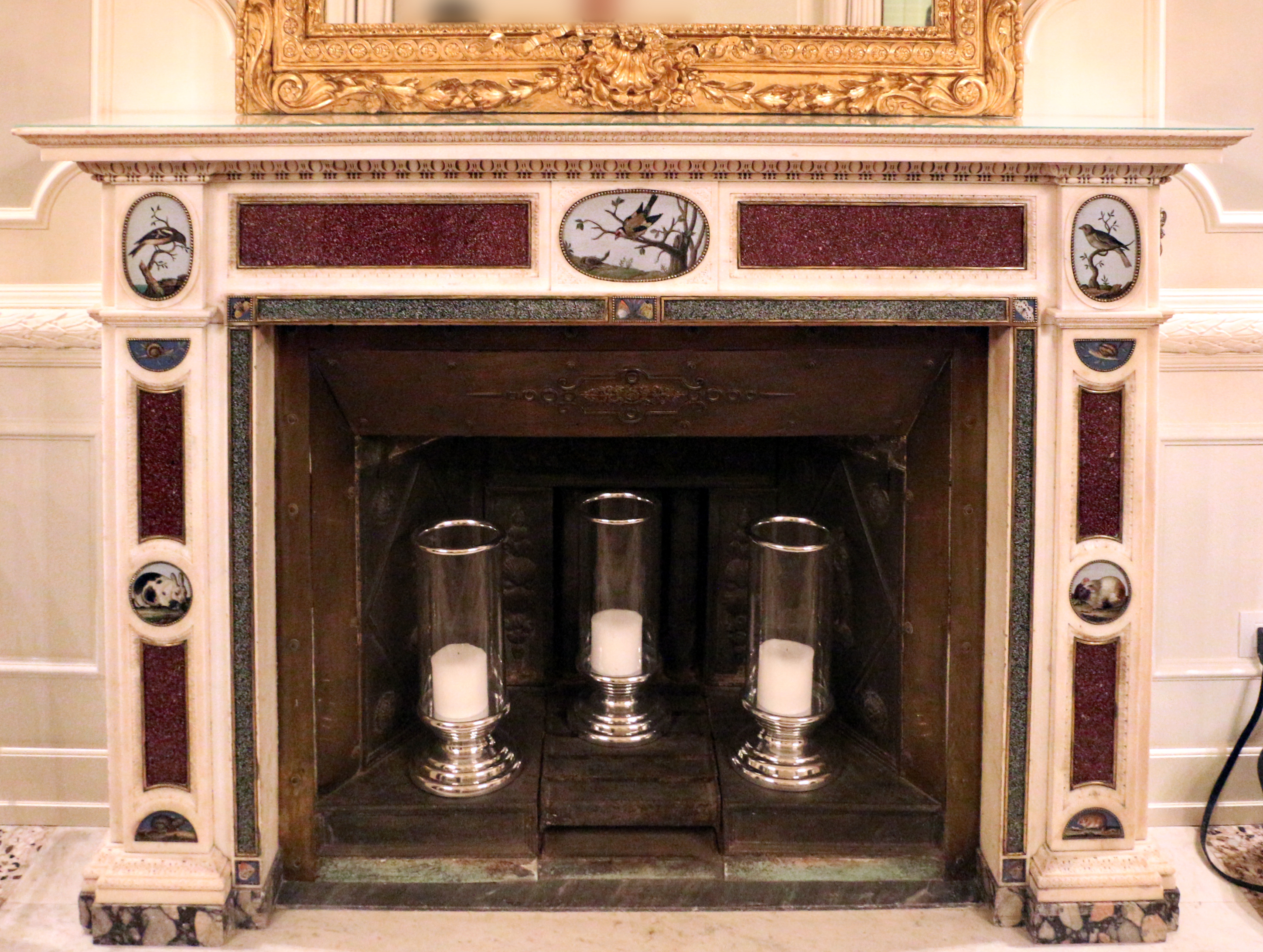
Giacomo Raffaelli - caminetto con inserti in micromosaico, XIX sec.
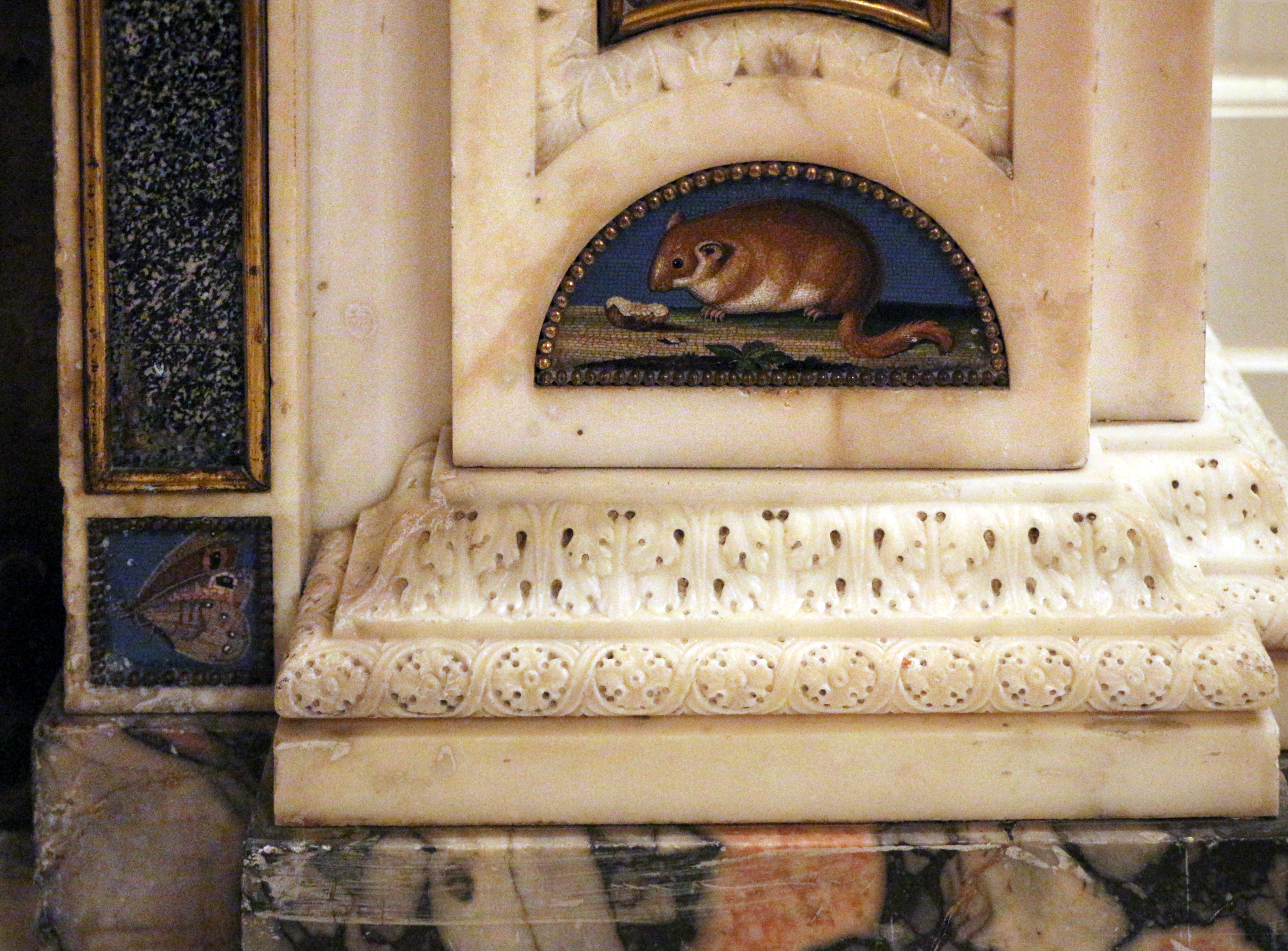
Giacomo Raffaelli - caminetto con inserti in micromosaico, XIX sec., topolino
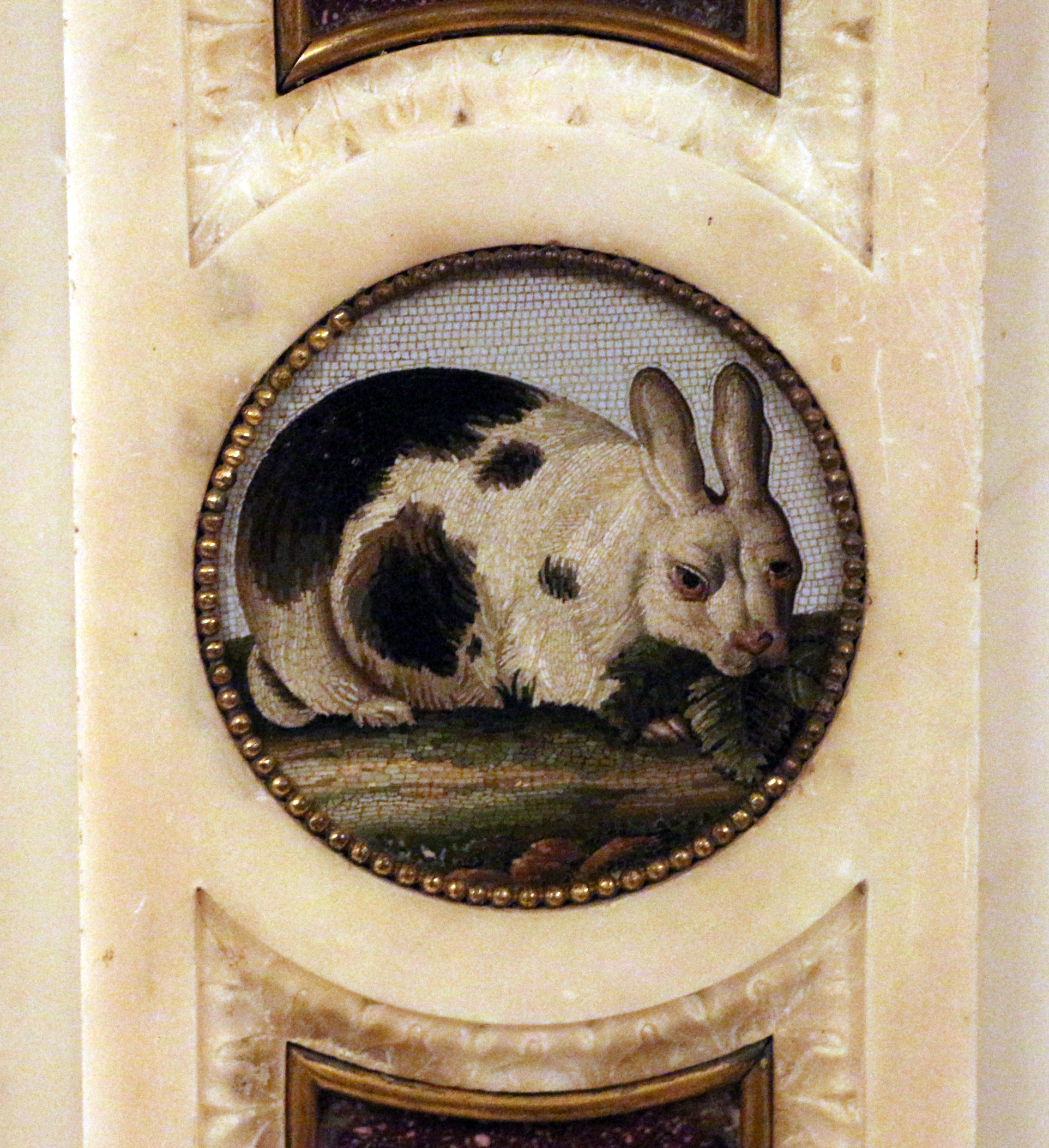
Giacomo Raffaelli - caminetto con inserti in micromosaico, XIX sec., coniglio
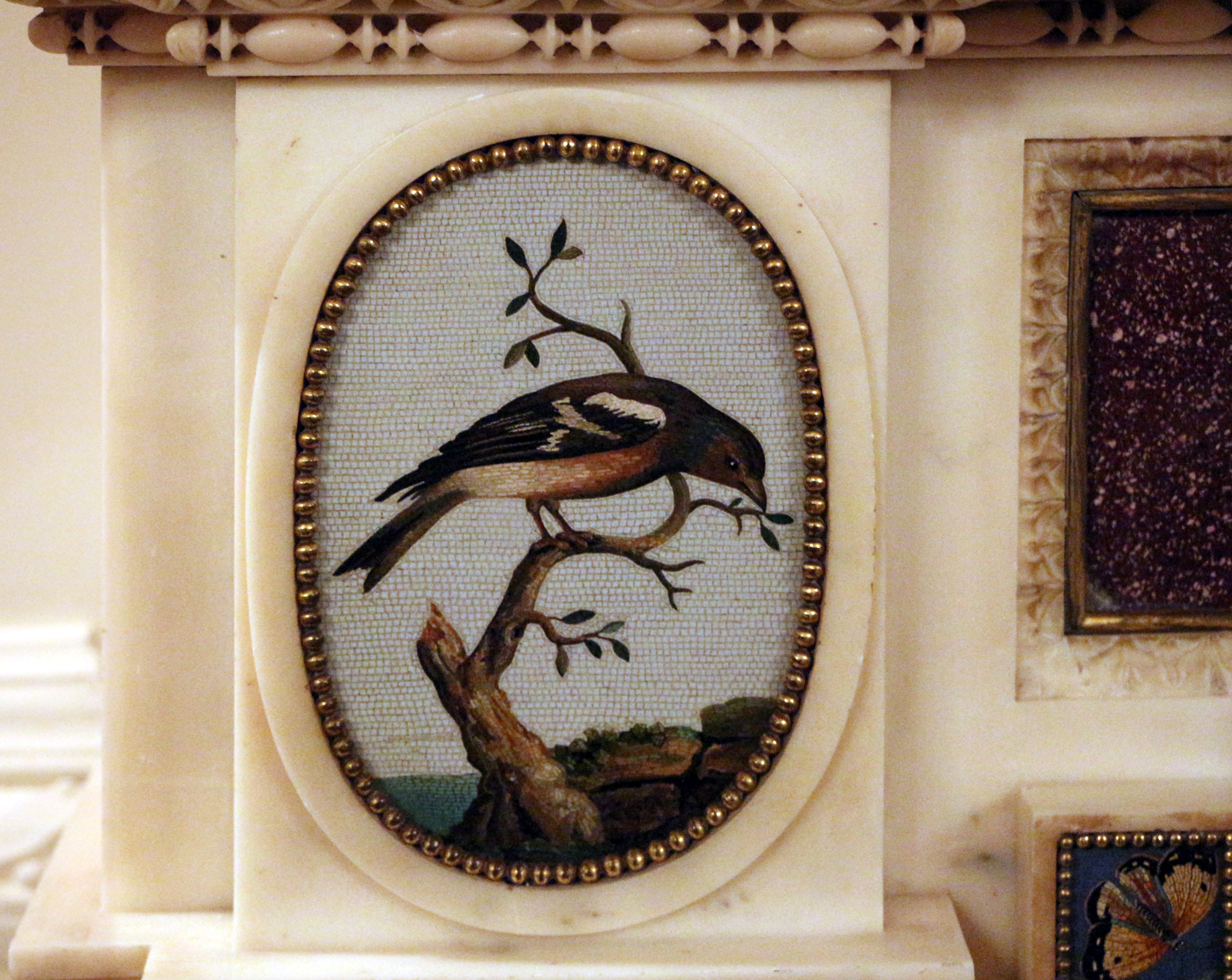
Giacomo Raffaelli - caminetto con inserti in micromosaico, XIX sec., cardellino
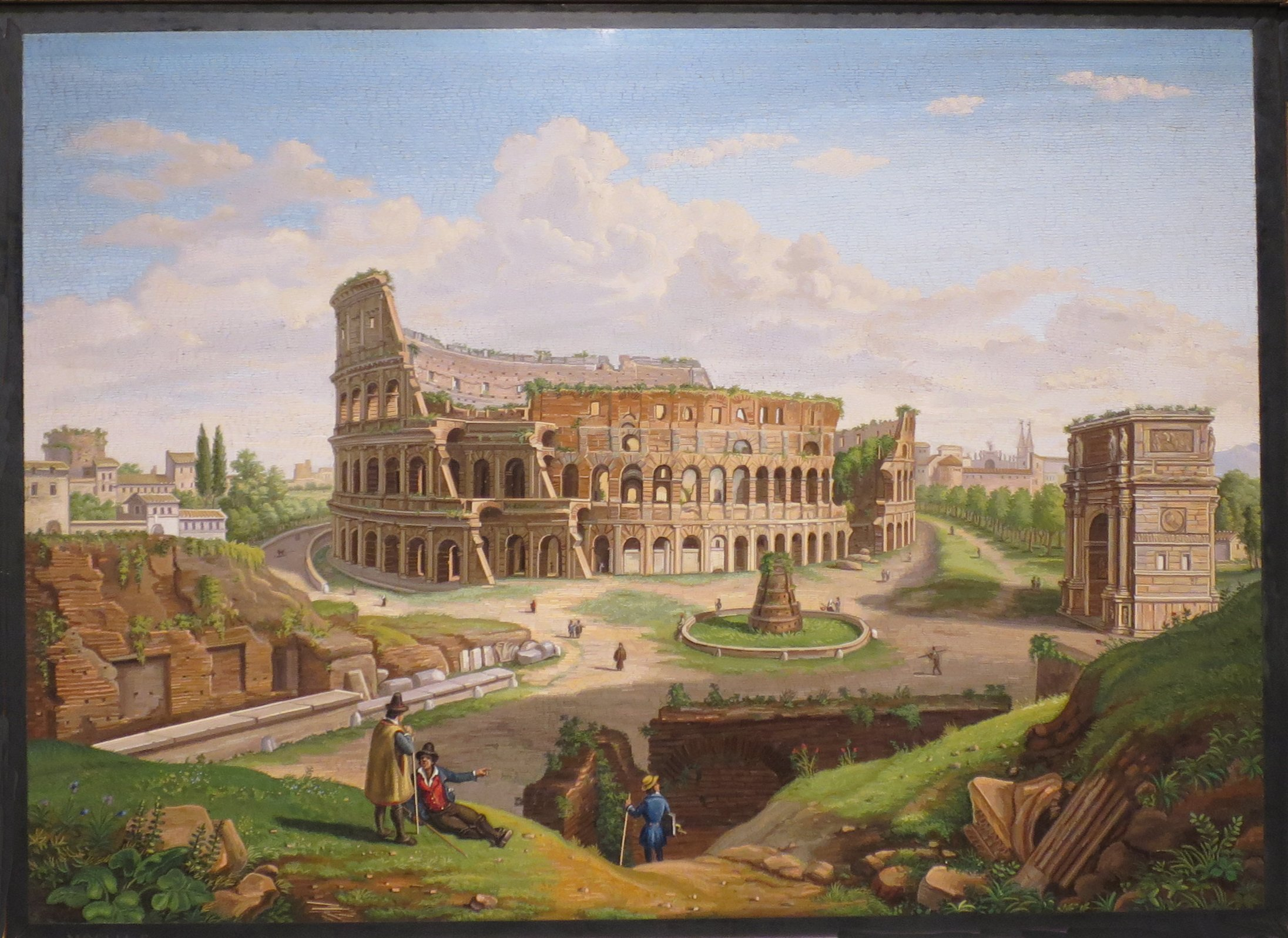
Colosseo di Domenico Moglia, micromosaico
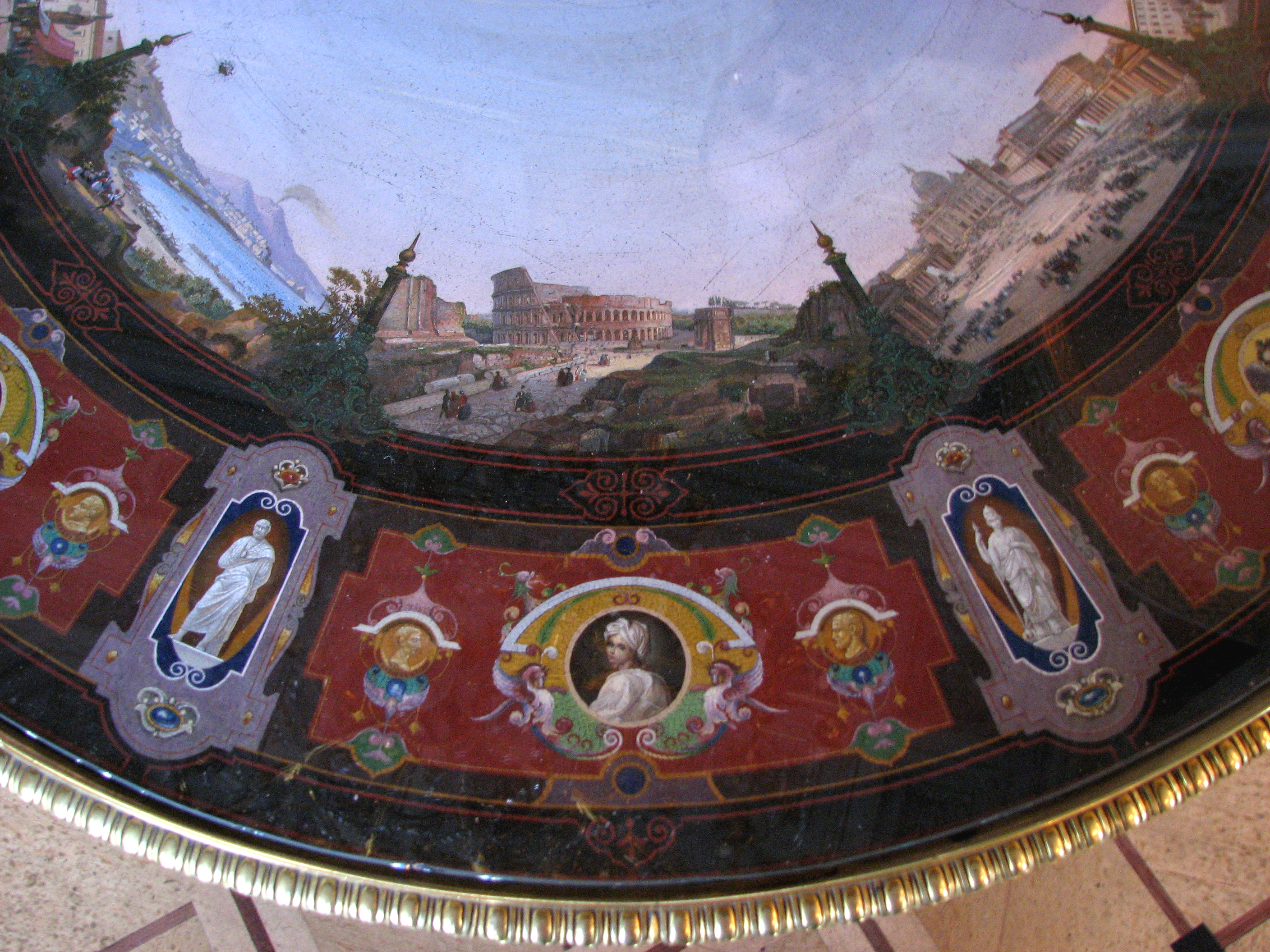
Tavola fiorentina con micromosaico centrale
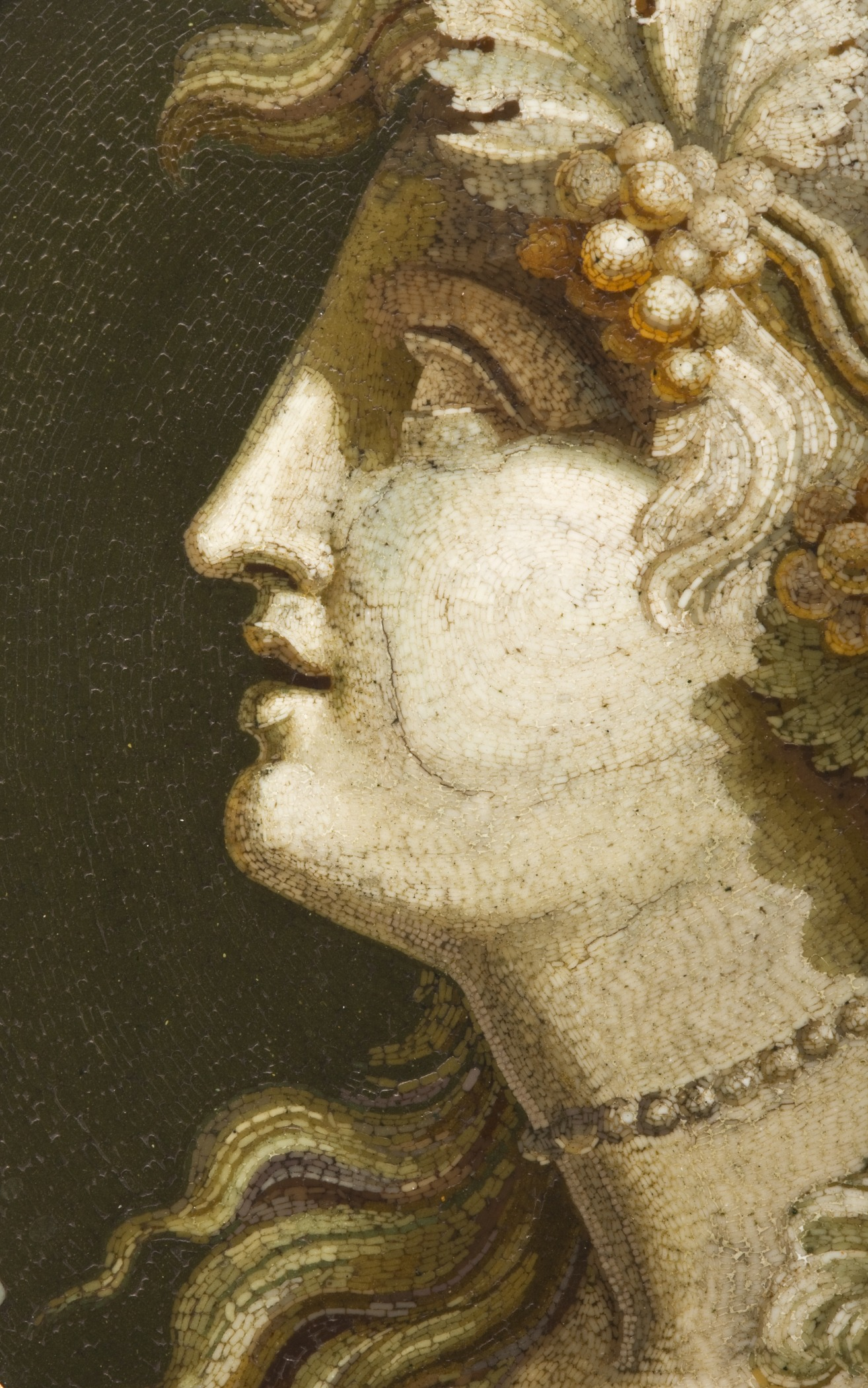
Scatola con micromosaico testa di Bacco (part.)